# Piet Hens

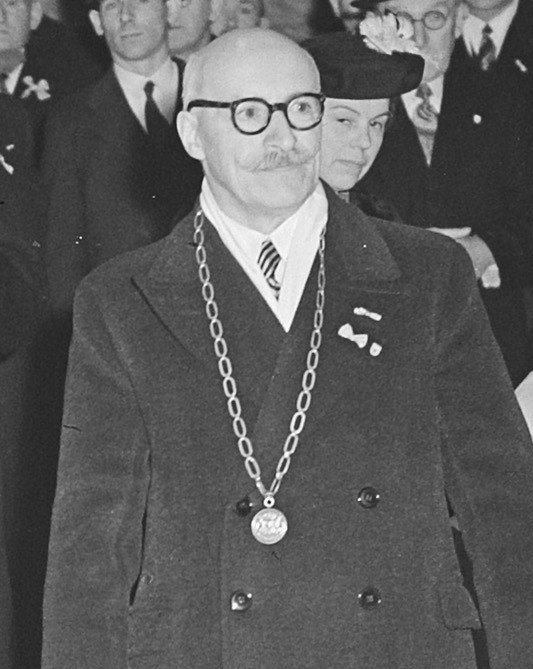
Burgemeester P.A. Hens (1950)

Petrus Antonius (Piet) Hens (Zwolle, 27 augustus 1888 – Utrecht, 26 april 1971) was een Nederlands politicus en amateur ornitholoog.
Hij werd geboren als zoon van Antonius Petrus Gerardus Hens (1860-1931; reizend agent) en Helena Petronella Maria Bergansius (1863-1934). In 1907 werd hij volontair bij de gemeentesecretarie van Roermond en een jaar later werd hij daar aangesteld als ambtenaar. Hens was vanaf 1913 hoofdcommies bij de gemeente Heerlen en in 1917 volgde zijn benoeming tot burgemeester van de gemeenten Valkenburg en Houthem. Vanaf 1935 was hij daarnaast burgemeester van Oud-Valkenburg. Eind 1940 fuseerden die drie gemeenten met de gemeente Schin op Geul. Hens werd burgemeester van de fusiegemeente die aanvankelijk 'Valkenburg' heette maar ruim een half jaar later hernoemd werd tot de gemeente Valkenburg-Houthem. Na de mijnstaking in 1943 werd hij ontslagen waarop Valkenburg-Houthem een NSB'er als burgemeester kregen. Na de bevrijding keerde Hens in 1945 terug als burgemeester. Hij zou die functie blijven uitoefenen tot zijn pensionering in 1953.
Verder was Hens jager en hij had een behoorlijke verzameling van dode vogels die hij heeft overgedragen aan het Leidse Rijksmuseum van Natuurlijke Historie (zie ook Collectie Piet Hens op Wikimedia Commons). Hij was een van de oprichters van de Club van Nederlandse Vogelkundigen en was daarvan voorzitter tussen 1930 en 1961 . Van hem verscheen in 1926 het boek 'Avifauna van de Nederlandsche Provincie Limburg' waarvan later ook herziene versies volgden.
Hens overleed in 1971 op 82-jarige leeftijd. Zijn broer Charles Jean Marie Hens was president van de Algemene Rekenkamer en hun grootvader Johannes Willem Bergansius is minister van Oorlog geweest.
- Biografisch Portaal: 97946382